# Douaneambtenaar
Een douaneambtenaar of douanier is een ambtenaar die toezicht houdt op de in-, uit- en doorvoer van goederen.

## Functie en soort werk
De douaniers controleren of de invoerrechten en accijnzen zijn voldaan. Deze controle wordt de administratieve controle genoemd. De douane controleert ook tal van andere wetgevingen. Hierbij valt te denken aan de accijnen en de zogenaamde VGEM-wetten (milieu, EVOA, ADR-gevaarlijke stoffen, opiumwet, flora- en faunawet etc.). Douaneambtenaren zijn werkzaam aan landsgrenzen, in zeehavens en op vliegvelden, maar ook in andere plaatsen.
Voorbeelden van de werkzaamheden zijn:
- De controle op het in bezit hebben van verdovende middelen en wapens bij personen die landsgrenzen overschrijden.
- Controle bij fabrieken waar alcohol wordt verwerkt. Op alcohol, tabak en benzine bijvoorbeeld, zit veel accijns.
- De controle op het gebruik van de juiste brandstof (dieselolie) in auto’s. De zogenaamde rode olie (dieselolie met de kleurstof furfural), waar minder accijns op rustte, voor het gebruik in tractoren, is niet meer toegestaan per 1 januari 2013 (de fysieke controle).[1]

Vroeger werd alle controle op papier gedaan met behulp van documenten. Voor vrachtvervoer over de weg buiten de EU is dat onder andere het TIR-carnet (Transports Internationaux Routiers). Tegenwoordig gaan heel veel aangiftes elektronisch via de computer, dit levert voor bedrijven een aanzienlijke tijdwinst op, omdat een verzegelde vrachtwagen binnen de EU aan de grens direct kan doorrijden en niet hoeft te wachten tot alle papieren gecontroleerd en in orde bevonden zijn. Dit heeft uiteraard ook gevolgen voor het beroep van douaneambtenaar.

## Nederland
In Nederland is de dienst douane een onderdeel van het Ministerie van Financiën.
Een deel van de douane is bewapend. Men draagt een Walther P99.

### Rangen en loonschalen in Nederland

#### Oude rangen
Tot 1991 bestonden de volgende rangen bij de Nederlandse douane:
- aspirant douaneambtenaar
- administratief ambtenaar C tweede klasse
- administratief ambtenaar C eerste klasse
- assistent
- assistent A
- hoofdassistent
- hoofdassistent A
- hoofdassistent A sectiechef
- adjunct verificateur
- verificateur
- hoofdverificateur
- hoofdverificateur controleur
- administrateur
- inspecteur
- hoofdinspecteur

## Functieonderscheidingstekens
| Soort functie                                                                | Onderscheiding                                             |
| ---------------------------------------------------------------------------- | ---------------------------------------------------------- |
| DG Douane                                                                    | Onderin een bladerkrans, daarboven 3 sterren               |
| Land(elijk) Directeur                                                        | Onderin een bladerkrans, daarboven 2 sterren               |
| Regio Directeur                                                              | Onderin een bladerkrans, daarboven 1 ster                  |
| Plv Regio Directeur Plv Land(elijk) Directeur Leidinggevende Staf Uitvoering | Onderin een balk (liggende bladertak), daarboven 3 sterren |
| Leidinggevende Staf Uitvoering                                               | Onderin een balk (liggende bladertak), daarboven 2 sterren |
| Leidinggevende Staf Uitvoering                                               | Onderin een balk (liggende bladertak), daarboven 1 ster    |
| Leidinggevende Staf Uitvoering                                               | Gecentreerd onder 3 sterren onder elkaar                   |
| Leidinggevende Staf Uitvoering                                               | Gecentreerd onder 2 sterren onder elkaar                   |
| Leidinggevende Staf Uitvoering                                               | Gecentreerd onder 1 ster                                   |
| Uitvoering Staf                                                              | Gecentreerd onder 1 bolletje                               |
| Uitvoering Staf                                                              | 4 liggende strepen                                         |
| Uitvoering Staf                                                              | 3 liggende strepen                                         |
| Uitvoering Staf                                                              | 2 liggende strepen                                         |
| Uitvoering Staf                                                              | 1 liggende strep                                           |
| Bron:                                                                        | [ 2 ]                                                      |

## België
In België is de dienst Algemene Administratie Douane en Accijnzen een onderdeel van de Federale Overheidsdienst Financiën.

### Rangen in België
| Niveau | Klasse                    | Titel                   | Graadkenteken |
|        |                           |                         |               |
| A      | AG (Mandaatfunctie)       | Administrateur-generaal |               |
| A      | A5                        | Administrateur          |               |
| A      | A4                        | Adviseur-generaal       |               |
| A      | A3                        | Adviseur                |               |
| A      | A2                        | Attaché                 |               |
| A      | A1                        | Attaché                 |               |
|        |                           |                         |               |
| B      |                           | Fiscaal deskundige      |               |
| B      | Financieel deskundige     |                         |               |
|        |                           |                         |               |
| C      |                           | Financieel assistent    |               |
| C      | Administratief assistent  |                         |               |
|        |                           |                         |               |
| D      |                           | Financieel medewerker   |               |
| D      | Administratief medewerker |                         |               |

## Wetenswaardigheden
- De apostel Mattheüs is de patroon van de douaniers.
- De Franse kunstschilder Henri Rousseau (1844 - 1910) droeg de bijnaam "Le Douanier" omdat hij bij de douane werkte.